# Dr. Rosinha
Florisvaldo Fier, mais conhecido como Dr. Rosinha (Rolândia, 12 de novembro de 1950), é um médico, servidor público e político brasileiro.
Foi um dos fundadores do PT, em 10 de fevereiro de 1980, vereador de Curitiba, deputado estadual, deputado federal pelo estado do Paraná e presidente estadual do Partido dos Trabalhadores (PT) do Paraná.

## Biografia
Florisvaldo Fier nasceu em Rolândia, onde foi trabalhador rural, e mudou-se em 1969 para Curitiba, onde estudou Medicina na Pontifícia Universidade Católica do Paraná.
Depois de formado, trabalhou por vários anos em postos de saúde da periferia da capital paranaense. No trabalho, passou a conviver diariamente com as dificuldades enfrentadas pelas famílias de trabalhadores. Indignado com a dura situação de vida a que está submetida a maioria da população, Dr. Rosinha começou a atuar nos movimentos sociais. Foi um dos fundadores e diretor do Sindicato dos Servidores Públicos Municipais (Sismuc) e diretor do Centro Brasileiro de Estudos da Saúde.
Também participou da fundação do Partido dos Trabalhadores (PT) e da Central Única dos Trabalhadores (CUT), no início dos anos 1980.
Em 1988, apoiado pelo movimento social e sindical, foi eleito vereador de Curitiba, sendo o candidato mais votado do partido. No ano de 1990, venceu a eleição para deputado estadual. Na Assembleia Legislativa do Paraná, destacou-se pela defesa da moralização política, pela luta por transparência e fiscalização das ações desenvolvidas pelo governo estadual e prefeituras, pelo comprometimento com a defesa dos direitos dos trabalhadores e do meio ambiente e pelos direitos da mulher.
Nas eleições municipais de 1992, foi candidato a prefeito de Curitiba, ficando em terceiro lugar, com 6,50% dos votos válidos.
Foi reeleito para o cargo em 1994 e, no novo mandato, a luta foi ampliada. Apoiou o pleito dos servidores públicos, professores, estudantes, trabalhadores sem-terra e sem-teto.
Em 1998, Dr. Rosinha foi eleito deputado federal pela população do Paraná, obtendo votos de 338 municípios paranaenses. Em Brasília, iniciou-se uma nova etapa de luta. Nas eleições de 2002, obteve uma votação histórica: mais de 124 mil votos. Nos últimos anos, foi presidente e secretário-geral da Comissão do Mercosul do Congresso Nacional. No início da campanha eleitoral de 2006, submeteu-se a uma cirurgia cardíaca. Apesar de ter feito apenas uma viagem de campanha, foi novamente reeleito, com mais de 69 mil votos.
Em 7 de maio de 2007 foi eleito vice-presidente do Parlamento do Mercosul (Parlasul). Exerceu a presidência da entidade de junho de 2008 até fevereiro de 2009.
Por três vezes presidiu delegações de observação eleitoral na Bolívia. A primeira em agosto de 2008, a segunda em janeiro de 2009 e a terceira em dezembro de 2009.
Em 6 de julho de 2010 o Dr. Rosinha votou contra a aprovação do texto proposto pela comissão parlamentar especial encarregada de debater as alterações no Código Florestal Brasileiro, da qual fez parte. O novo texto é motivo de discórdia e debate na sociedade.
Em maio de 2017, no Sexto Congresso do PT, foi eleito presidente da executiva paranaense para o triênio 2017-2019. Rosinha sucedeu o deputado Enio Verri, que estava no comando do partido desde 2010.
Em agosto de 2018, foi confirmado candidato do PT ao governo do estado, em chapa pura. Tendo a militante Anaterra Viana como vice. Ficou em quarto lugar no pleito, tendo recebido 463.494 votos (8,66% dos votos válidos).